# 法國航太雲雀II型直升機
法国宇航云雀II型（Aérospatiale Alouette II）是由法国宇航公司生产的轻型、单发及五座多用途直升机。
云雀II型于1955年3月12日首飞，於1975年停产，是第一款以燃气涡轮代替活塞发动机的直升机。

## 主要使用国家
- 安哥拉
- 阿根廷
- 奥地利
- 比利时
- 贝宁
- 比夫拉
- 玻利维亚
- 巴西
- 柬埔寨
- 喀麦隆
- 中非共和国
- 智利
- 科特迪瓦
- 吉布提
- 多米尼加
- 厄瓜多尔
- 萨尔瓦多
- 法国
- 德国
- 几内亚比绍
- 印度
- 印度尼西亚
- 以色列
- 老挝
- 黎巴嫩
- 墨西哥
- 摩洛哥
- 荷兰
- 巴基斯坦
- 秘鲁
- 葡萄牙
- 罗马尼亚
- 塞内加尔
- 韩国
- 南非
- 南越
- 瑞典
- 瑞士
- 多哥
- 突尼斯
- 土耳其
- 英国
- 扎伊尔

## 技术参数

### 基本参数
- 机组人员：1人
- 乘客：4人
- 长：9.7米
- 螺旋桨直径：10.2米
- 高：2.75米
- 空载重：0.895吨
- 最大起飞重量：1.6吨
- 发动机：1台透博梅卡阿都斯特IIC6涡轮轴发动机（550匹马力）

### 性能
- 最大速度：185公里/小时
- 最大航程：565公里
- 最高升限：2250米
- 爬升率：4.2米/秒